# Redes (pel·lícula)
Redes és una docu-ficció mexicana de 1936, codirigida pel realitzador austríac Fred Zinnemann (1907-1997) i el cineasta mexicà Emilio Gómez Muriel (1910-1985), protagonitzada per Silvio Hernández, David Valle González, Rafael Hinojosa i Antonio Lara.
Basada en fets reals, la cinta descriu la forma en què es perpetua la dominació política per mitjà del control de l'economia. Filmada totalment en locacions a Alvarado, Veracruz, compta amb la participació de pescadors reals i presenta de manera honesta i natural la dura lluita d'aquests treballadors de la mar en prendre consciència de la seva condició. La cinta és el primer exemple de cinema de producció estatal a Mèxic, en ser produïda per la Secretaría de Educación Pública.

## Argument
Encapçalats per Miro, el fill del qual ha mort per falta de recursos econòmics, un grup de pescadors es revolta contra l'acaparador que els compra el peix a molt baix preu. El comerciant paga a un demagog local, candidat a diputat perquè desuneixi als pescadors. Aquests barallen entre si. El demagog telefona a la policia perquè reprimeixi als pescadors i, aprofitant la confusió, mata d'un tret a Miro. No obstant això, aquesta mort serveix per a unir als pescadors en la lluita. Organitzen un gran festeig en vaixells i porten el cadàver de Miro a la ciutat en una gran manifestació d'unitat combativa.

## Temes
Relata la vida quotidiana en una comunitat pesquera a la regió de Veracruz, en la qual s'exposen les injustícies entre rics i pobres, l'esforç i la lluita diària dels pescadors en la seva rude jornada de treball i l'enfrontament que tenen amb un comerciant abusiu que els explota. La cinta descriu la forma en què es perpètua la dominació política per mitjà del control de l'economia.

## Producció
Els orígens del projecte cinematogràfic es remunten a 1932, quan el llavors secretari d'Educació Pública, Narciso Bassols, i el compositor Carlos Chávez, director del Conservatori Nacional de Música, van sol·licitar a Paul Strand organitzar un sistema per a filmar cintes finançades pel govern "amb el poble i per al poble". Paul Strand els va presentar un programa en el qual va destacar els següents punts com a fonamentals:
- Triar temes en relació amb les realitats econòmiques del país.
- Donar a aquestes realitats una forma dramàtica per a fer comprensible la seva importància.
- Fer ús de tots els mitjans estètics per a aconseguir una obra directa, comprensible per tots.

El resultat d'aquest programa va ser Redes. Strand va viatjar acompanyat de Chávez i Bassols, a Alvarado, Veracruz, per a rodar el que, per acord amb la SEP, seria un curtmetratge. Allà va sorgir precisament la idea de fer amb els mateixos diners un llargmetratge entorn de l'activitat regional, el guió de la qual un amic novaiorquès de Strand anomenat Henwar Rodakiewicz, a partir d'un argument de Strand i el productor de línia del projecte, Agustín Velázquez Chávez. Per dirigir el film, Strand va suggerir al seu amic Fred Zinnemann, un austríac que havia fet alguns treballs als Estats Units. En vista que Zinnemann no parlava espanyol, es va buscar com a co-director al cineasta mexicà Julio Bracho, qui eventualment seria substituït en aquestes funcions per Emilio Gómez Muriel, que exercia com a assistent de direcció. Gómez Muriel tenia llavors 23 anys.
Amb una reduïda inversió de 55 mil pesos (concedits en innombrables partides els tràmits de les quals generaven retards), Redes va ser filmada a Alvarado, Tlacotalpan i a la ribera del Papaloapan del 9 d'abril a octubre de 1934 i va estar finalment llesta per a la seva estrena en 1936.
Però les limitacions econòmiques no van ser l'únic obstacle que degué enfrontar aquesta iniciativa. A més de llimar les diferències estètiques entre Zinnemann (que optava per un projecte més dinàmic i cinematogràfic) i Strand (qui, seguint la seva experiència en la fotografia fixa, defensava una imatge més estàtica), es degueren sortejar la dimissió de Bassols al capdavant de la SEP i la remoció de Chávez com a director del departament de Belles arts.
Durant la filmació, l'únic actor professional que va intervenir va ser David Valle González. Rafael Hinojosa, administrador del projecte i sense antecedents artístics, va interpretar el paper del candidat. Els altres actors van ser natius de Alvarado, Veracruz.
La conseqüent interrupció per més d'un any va motivar el retorn de Zinnemann als Estats Units. A més del doblatge (ja que es va rodar sense so), l'edició es va fer sense la seva participació, quedant en mans de Gómez Muriel i el croat Gunther von Fritsch.

## Partitura musical
A Silvestre Revueltas se li va encarregar la música de Redes al setembre de 1934, just en ple rodatge, per la qual cosa va viatjar a Alvarado a fi de captar ritmes i ambient. Part de l'obra es va gravar al desembre d'aquest mateix any, però la va concebre sobre la base de la cinta acabada. En el temps en què la pel·lícula va ser realitzada, es procurava un parentiu amb els temes i formes dels corrents més avançats de la música, la plàstica i les altres arts mexicanes, que coincidien en una necessitat de reivindicar i valorar l'indígena en el quadre de la cultura nacional. La música d'aquesta pel·lícula és considerada un clàssic del cinema mexicà.

## Recepció
En la seva estrena el 25 de juliol de 1936 es va promocionar com "La primera pel·lícula d'ambició estètica internacional". La crítica per part del diari The New York Times va ser abundant en l'aspecte narratiu. No obstant això, va reconèixer el treball realitzat en fotografia i banda sonora. Julio Bracho va qualificar la fotografia d'aquesta obra com la millor que s'ha realitzat en la història del cinema mexicà.

## Comentaris
Aquest film ocupa el lloc 55 dins de la llista de les Les 100 millors pel·lícules mexicanes de la història, segons l'opinió de 27 crítics i especialistes del cinema a Mèxic, publicada pel portal Sector Cine al juny de 2020.

## Repartiment
- Silvio Hernández - Miro
- Antonio Lara - El Zurdo
- Miguel Figueroa - Miguel
- Rafael Hinojosa - El candidato
- Felipe Rojas - Mingo
- David Valle González - Don Anselmo
- Susana Ortiz Cobos - La esposa de Miro
- Residentes de Alvarado y sus alrededores.